# Stripvos
De Stripvos is een prijs, die wordt uitgereikt door het Vlaamse Onafhankelijke Stripgilde aan personen of instellingen die met hun activiteiten van grote betekenis zijn of zijn geweest voor de Vlaamse stripwereld.

## Winnaars
| Jaar | Persoon of instelling                                                                         |
| ---- | --------------------------------------------------------------------------------------------- |
| 2002 | Marc Sleen                                                                                    |
| 2003 | Patrick Van Gompel                                                                            |
| 2004 | Jef Nys                                                                                       |
| 2005 | De Stripspeciaal-Zaak                                                                         |
| 2006 | Paul Geerts                                                                                   |
| 2007 | Frank Daniëls                                                                                 |
| 2008 | Vlaams Fonds voor de Letteren Twee koningskinderen van Marvano Jeff Broeckx                   |
| 2009 | Belgisch Centrum voor het Beeldverhaal Ergens waar je niet wil zijn van Brecht Evens Jan Smet |
| 2010 | Peter Bonte Apostata van Ken Broeders                                                         |
| 2011 | Merho Simon Spruyt Pinceel                                                                    |
| 2012 | Kurt Morissens                                                                                |
| 2013 | SYNTRA                                                                                        |

## 2008
Ter gelegenheid van het 30-jarig bestaan van het Stripgilde zijn op 22 november 2008 drie Stripvossen uitgereikt in het Belgisch Centrum voor het Beeldverhaal te Brussel aan personen of instellingen, die belangrijk zijn geweest voor de Vlaamse stripwereld.
Het Vlaams Fonds voor de Letteren (VFL) kreeg de Stripvos voor de meest verdienstelijke organisatie. Het VFL kreeg de prijs omdat het de afgelopen jaren een hele generatie jonge striptekenaars "met aparte en eigenzinnige creaties" ondersteund heeft.
De Stripvos voor het beste Nederlandstalige album ging naar Twee koningskinderen van Marvano. Het is het derde deel van zijn Berlijncyclus. Het album wordt geloofd voor het "originele scenario" en de "filmische tekenstijl".
Jeff Broeckx kreeg een Stripvos voor de meest opmerkelijke en rijkgevulde carrière. Hij maakte stripseries als Serge, Dag en Heidi en Sloeber. Als medewerker van Studio Vandersteen werkte hij mee aan Bessy en Klein Suske en Wiske.  De jury noemt hem "een romanticus, die kinderen kan laten wegdromen in een spannende en aangename fantasiewereld".

## 2009
Op 26 november 2009 werden de Stripvossen uitgereikt aan personen of instellingen, die belangrijk zijn geweest voor de Vlaamse stripwereld.
Het Belgisch Centrum voor het Beeldverhaal of  Belgisch Stripcentrum, in de volksmond het Stripmuseum werd gekozen als organisatie die zich het meest verdienstelijk heeft gemaakt voor het Nederlandstalige Beeldverhaal. Op meer dan vierduizend m² brengt het Belgisch Stripcentrum alles samen wat te maken heeft met het stripverhaal, van de prestigieuze beginselen tot de meest recente ontwikkelingen. Intussen is het museum uitgegroeid tot een van Brussels topattracties. Het Belgisch Stripcentrum, dat ieder jaar 200.000 bezoekers verwelkomt, vierde in 2009 tevens zijn 20-jarig bestaan.
De Stripvos voor het meest verdienstelijke Nederlandstalige album ging naar Brecht Evens met zijn album Ergens waar je niet wil zijn. Het is de tweede keer dat Brecht Evens een onderscheiding krijgt van de Stripgilde. De eerste keer gebeurde dat met Een boodschap uit de ruimte , een album waarmee hij in 2005 de Prijs van het beste Stripdebuut won.
12 december 2009 werd enigszins verrassend een derde StripVos 2009 uitgereikt aan Jan Smet. Hij stond aan de wieg van het CISO-magazine, het latere Stripgids en die mee de Stripgidsprijs in het leven heeft geroepen, de initiatiefnemer was van de Stripgidsdagen, de grondlegger van de Bronzen Adhemarstichting, met andere woorden de pionier van alles wat met strips in Turnhout en bij uitbreiding in heel Vlaanderen en een groot stuk van Nederland te maken heeft. De uitreiking van deze StripVos-carrièreprijs 2009 gebeurde tijdens de Stripgidsdagen te Turnhout.